# Підгаврилівка
Підгаври́лівка — село в Україні, в Синельниківському районі Дніпропетровської області. Входить до складу Маломихайлівської сільської громади. Населення становить 240 осіб.[джерело?]

## Географія
Село Підгаврилівка знаходиться на березі річки Кам'янка, вище за течією примикає село Гаврилівка, нижче за течією на відстані 5 км розташоване село Лісне. Поруч проходить автомобільна дорога Н15.

## Історія
1694 — дата заснування.
Сама назва говорить про місцезнаходження села та походження його назви. Виникло в другій половині ХІХ ст. у зв'язку з переселенням на свої земельні ділянки гаврилівських селян, як хутір Підгаврилівський. У 1913 році мало 120 дворів, 684 жителі, діяла школа.
До 2016 року орган місцевого самоврядування — Гаврилівська сільська рада.

## Населення

### Мова
Розподіл населення за рідною мовою за даними перепису 2001 року:
| Мова       | Кількість | Відсоток |
| ---------- | --------- | -------- |
| українська | 378       | 96.18%   |
| російська  | 15        | 3.82%    |
| Усього     | 393       | 100%     |